# Mang (Xia-König)
Máng (芒, nach Sima Zhen Wáng gelesen) war der neunte König der halblegendären Xia-Dynastie. Er regierte möglicherweise 18 Jahre. Er war auch als Huang (荒) bekannt.
Kaiser Si Mang führte eine Versenkungsopferzeremonie (沉祭,  Chen Ji) ein, bei der drei gewöhnliche Nutztiere (eine Kuh, ein Schwein und ein Schaf) und eine Gedenkjade als Opfergabe an die Wassergeister für Frieden und Sicherheit im Gelben Fluss versenkt wurden. Versenkungsopfer haben seitdem in ganz China und seiner Geschichte eine große Bedeutung.

## Familie
Mángs Vater war König Huai von Xia, Sohn des Königs Zhu von Xia.
Die Mutter von Máng war eine unbekannte Dame, die Gemahlin von Huai.
Er hatte eine Gemahlin, die ihm einen Sohn Xie gebar. Mángs Enkel waren Jiong von Xia und der weise Bu Jiang.

## Biographie
Máng bestieg den Thron nach dem Tod seines Vaters, im Jahr des Renshen (壬申). Er feierte seine Amtseinführung, indem er allen seinen Vasallen kostbare Jade schenkte.
Im 33. Jahr seiner Herrschaft verlegte der Shang-Vasall Zihai (子亥) zum ersten Mal seine Hauptstadt von Shangqiu (商丘) nach Yin (殷).
Den Bambusannalen zufolge fing Máng einen großen Fisch, als er im Ostchinesischen Meer segelte.
Sein Nachfolger wurde sein Sohn Xie.